# Jules Arren
Paul Alfred Jules Arren, né le 29 août 1876 à Poitiers et mort pour la France en Argonne le 17 janvier 1915 à Vienne-le-Château, est un journaliste et essayiste français. Il fut l'un des premiers collaborateurs de la Revue d'Action française et un théoricien pionnier de la publicité.

## Biographie
Fils d'un universitaire qui devint doyen de la faculté des lettres de Poitiers et maire républicain de cette ville en 1892-1893, il est admis à l'École normale supérieure de la rue d'Ulm en 1895. Titulaire d'une licence ès lettres, il devient boursier en études germaniques à la Fondation Thiers,,. Il séjourne en Bavière d'octobre 1898 à avril 1899 et à Copenhague de juin à octobre 1902.
Ses travaux sur la publicité se distinguent du traditionalisme prôné par l'Action française. En fait, ses livres sur le sujet sont connus aujourd'hui par les spécialistes du champ publicitaire; ils comptent parmi les ouvrages avant-gardistes de l'époque.
Arren est l'un des premiers auteurs à avoir publié un "manuel" de publicité destiné aux industriels et aux commerçants, constatant que la publicité était devenue « une science » dont « nous subissons tous l'action ». Ses analyses portent sur la publicité française et américaine et tentent d'en dégager les techniques qui en assurent l'efficacité,. Puisque la publicité est partout, comme le constate Arren, il ne s'agit plus de se demander si on doit ou non faire de la publicité, mais bien de se demander comment faire de la publicité, et envisage d'étendre ces techniques à la publicité politique. Telle était l'approche pragmatique privilégiée par Arren qui observait une résistance à la publicité en France, par rapport aux autres pays industrialisés de l'époque.
Rappelé sous les drapeaux comme sergent de réserve par la mobilisation générale d'août 1914, Jules Arren rejoint le 105e régiment d'infanterie territoriale. Promu sergent-major le 24 novembre 1914, il est tué à l'ennemi par un éclat d'obus le 17 janvier 1915 à la cote 218, au lieu-dit de La Placardelle, sur la commune de Vienne-le-Château dans le département de la Marne,,,. Son corps est inhumé dans la tombe n°309 de la nécropole nationale de Saint-Thomas-en-Argonne.
Jules Arren laissait trois études sur la publicité et un ouvrage sur Guillaume II. Sa mort au champ d'honneur lui vaut de figurer sur la liste des 560 écrivains morts pour la France de 1914 à 1918, dont les noms sont gravés au Panthéon.

## Publications
- La publicité lucrative et raisonnée. Son rôle dans les affaires, Paris, Bibliothèque des ouvrages pratiques, 1909.
- Guillaume II. Ce qu'il dit, ce qu'il pense, préface de Paul Adam, Paris, P. Lafitte, 1911[19].
- Comment il faut faire de la publicité, Paris, [éditeur non spécifié], 1912 prix Montyon[20].
- Sa majesté la publicité, Tours, A. Mame et fils, 1914.